# Антитерористична операція на сході України
Антитерористична операція на сході України (АТО) — комплекс військових та спеціальних організаційно-правових заходів українських силових структур, спрямований на протидію діяльності незаконних російських та проросійських збройних формувань у війні на сході України. Увечері 12 квітня 2014 року рішення про початок операції було ухвалене Радою національної безпеки і оборони України і оголошено на наступний день, 13 квітня. Сама операція тривала з 14 квітня 2014 року до 30 квітня 2018. Після АТО на сході України була введена операція Об'єднаних сил (ООС).
Згідно з заявами української влади, для відсічі російської агресії навесні 2014 року був обраний саме правовий режим антитерористичної операції через термінову потребу провести вибори президента і парламенту. Вибори були б неможливі в умовах введення воєнного стану. [⇨]

## Передумови
Російська Федерація з лютого 2014 почала неоголошену війну проти України та мала військову перевагу. Керівництво РФ на дипломатичному рівні не визнавало і не визнає досі зовнішньої військової агресії Росії щодо України, і при трактуванні подій в Україні використовує риторику про внутрішній конфлікт в Україні.

### Анексія Криму
20 лютого 2014 року Росія почала військову операцію із захоплення Кримського півострову.
1 березня 2014 року президент Росії Володимир Путін отримав офіційний дозвіл у Ради Безпеки Російської Федерації на використання військ на території України.
16 березня 2014 року Росія провела невизнаний у світі референдум в Криму в умовах військової окупації півострова. 18 березня 2014 року було здійснено його анексію.

### Дестабілізація на Сході та Півдні
З початку березня 2014 року почалися проросійські виступи на півдні та сході України, керовані з Росії. У більшості акцій брали участь 1—2 тис. учасників, рідше 5—7 тис., серед яких було чимало громадян Росії. Серед інших вимог, проголошувалися так звані місцеві «народні республіки»: Донецька, Луганська, Харківська.
На початку квітня проросійські сили перейшли до більш активних дій, почастішали напади на українських активістів, збільшилася кількість постраждалих серед них.
6 квітня під будівлею Донецької обласної державної адміністрації зібралося близько 2 тис. осіб. Від них відокремилася група, за різними оцінками, від кількох десятків до двох сотень мітингарів, які пішли на штурм будівлі та захопили її. Близько 300 правоохоронців, що були в будівлі, відступили майже без опору.
Ввечері 6 квітня під будівлею Харківської ОДА зібралося близько 2 тисяч проросійськи налаштованих мітингарів, частина з яких почала прориватися в середину будівлі адміністрації. Біля будівлі та всередині перебувало не менше 200 міліціонерів, які майже не чинили опору штурмовикам, внаслідок чого будівля ОДА була захоплена.
В ніч з 7 на 8 квітня 2014 року силами 8-мого окремого полку спеціального призначення ВВ «Ягуар» МВС України була проведена спецоперація зі звільнення Харківської обласної державної адміністрації від штурмовиків. Без жодного пострілу і жертв було затримано і відправлено в СІЗО близько 70 осіб. Успіх спецоперації дозволив відновити контроль над ситуацією в Харкові та області.

## Історія

### 2014. Умови початку
12 квітня 2014 року російський диверсійний загін на чолі з Ігорем Гіркіним захопив Слов'янськ, Краматорськ та низку менших населених пунктів Донецької області.
Ввечері 12 квітня РНБО ухвалила рішення про початок антитерористичної операції без введення воєнного стану із залученням Збройних сил України. Рішення було оголошено наступного дня, а сама операція почалася 14 квітня.
Причиною неприйнятності введення воєнного стану навесні 2014 року Олександр Турчинов назвав також необхідність провести президентські вибори, що дозволили б обрати Україні законного президента.
Зоною проведення антитерористичної операції було охоплено Донецьку і Луганську області (з 14 квітня 2014 року), а також Ізюмський район та м. Ізюм Харківської області (з 14 квітня по 7 вересня 2014 року) та (з 2 грудня 2015 року).
Одним з перших завдань АТО було звільнення Слов'янська.

### 2017–18. Зміна правового режиму
Влітку 2017 року почали звучати обговорення щодо ймовірної зміни формату операції. 13 червня 2017 року секретар РНБО Олександр Турчинов зробив заяву, що в Україні потрібно завершити антитерористичну операцію і перейти до нового формату захисту, на законодавчому рівні визначивши засади державної політики щодо звільнення окупованих територій. Як приклад він навів законодавче надання президенту права застосовувати ЗСУ та інші військові формування проти гібридної агресії з боку РФ. З нововведень реформи, згідно зі словами Дмитра Тимчука, підпорядкування керівництва — замість СБУ, операцією керуватиме штаб на чолі з президентом та Генштабом. Також, саму «антитерористичну» операцію замінять на військову відповідно до специфіки застосування в умовах гібридної війни.
20 червня 2017 було оприлюднено проєкт закону «Про державну політику відновлення суверенітету України над тимчасово окупованими територіями Донецької та Луганської областей», з уточненням, що це не остаточна версія документу. У документі в преамбулі вказана його мета — створити необхідні правові та організаційні умови для відновлення територіальної цілісності України у Донецькій і Луганській областях, розширюючи можливості для ЗСУ, інших військових формувань, водночас не виходячи за рамки Мінських домовленостей.
18 січня 2018 року було ухвалено Закон про деокупацію Донбасу, що передбачає можливість завершення антитерористичної операції уведенням воєнного або надзвичайного стану, і переданням управління від СБУ, яка формально керувала АТО, до Об'єднаного оперативного штабу ЗСУ. Закон був підписаний 20 лютого 2018 року.
22 лютого 2018 року, внаслідок підписання закону про деокупацію, Начальник Генерального штабу Збройних сил України Віктор Муженко повідомив, що триває зміна формату антитерористичної операції (АТО) на операцію Об'єднаних сил, яку очолить військове керівництво.
6 березня 2018 року під час брифінгу для преси офіцер Управління правового забезпечення Генерального штабу Збройних Сил України полковник юстиції Юрій Бобров повідомив, що Операція Об'єднаних Сил, проведення якої передбачається виконанням закону про деокупацію, розпочнеться лише після відповідного Указу Президента України — Верховного Головнокомандувача Збройних Сил України.
16 березня 2018 року у ході візиту на Донбас Президент України Петро Порошенко оголосив про юридичне завершення антитерористичної операції та представив нового командувача операції Об'єднаних сил генерал-лейтенанта Сергія Наєва.

## Правові засади
Указ про проведення АТО підписав виконувач обов'язків Президента України Олександр Турчинов 13 квітня 2014 року. Наступного дня був підписаний указ «Про невідкладні заходи щодо подолання терористичної загрози і збереження територіальної цілісності України» — офіційний початок Антитерористичної операції.

### Особи, які належать до учасників бойових дій
22 травня 2014 року набрав чинності Закон України № 1233-VII від 6 травня 2014 року «Про внесення зміни до статті 6 Закону України „Про статус ветеранів війни, гарантії їх соціального захисту“», яким частину першу статті 6 «Особи, які належать до учасників бойових дій» цього Закону було доповнено новим пунктом 19. Його остання редакція згідно з Законом України № 1547-VII від 1 липня 2014 року додатково визначає категорії осіб, які належать до учасників бойових дій:

## Командувачі
- 14.04—07.07.2014: Крутов Василь Васильович[31]
- 08.07.2014—18.06.2015: Грицак Василь Сергійович[31][32]
- 19.07.2015—?: Маліков Віталій Володимирович[31]
- на 2015: генерал-лейтенант Попко Сергій Миколайович[33][34]
- ?—09.11.2017: генерал-лейтенант Локота Олександр Дмитрович[35]
- 09.11.2017—30.04.2018: генерал-лейтенант Забродський Михайло Віталійович[35][36]

## Наслідки та оцінки
13 червня 2017 року, коментуючи можливість зміни формату АТО, секретар РНБО Олександр Турчинов відзначив, що використовуючи статус АТО, Україна змогла зупинити агресора, провести президентські, парламентські та місцеві вибори, а також звільнити значну частину окупованої території.

16 березня 2018 року президент України Петро Порошенко так схарактеризував антитерористичну операцію:

| Для забезпечення відсічі Росії та контрольованих нею маріонеткових утворень в Донецькій та Луганській областях діяв правовий режим під умовною назвою Антитерористична операція. Де-факто, це була і є справжня війна. Юридичної форми АТО їй придали, бо саме такий підхід дозволив мінімізувати вплив на суспільство, забезпечити міжнародну легітимність влади шляхом проведення президентських, парламентських і місцевих виборів, які повністю відповідали європейським демократичним стандартам. Воюючи з Росією, ми зберегли демократію, основні права й свободи громадян, включно із свободою слова і правом на критику влади. |
| — Петро Порошенко, 16 березня 2018. |